# Сюзанна Бір
Сюза́нна Бір (дан. Susanne Bier; нар. 15 квітня 1960, Копенгаген, Данія) — данська кінорежисерка, сценаристка та продюсерка.
Стала першою жінкою-режисеркою, яка отримала усі чотири найважливіші нагороди в кіноіндустрії: «Оскар», «Еммі», приз Європейської кіноакадемії та «Золотий глобус».
Також відома за фільмами «Брати», «Після весілля» та «Пташиний короб».

## Біографія
Сюзанна Бір народилася 15 квітня 1960 року в Копенгагені в родині єврейського емігранта з нацистської Німеччини. Крім Сюзанни в сім'ї було ще двоє дітей.
Майбутній режисер навчалася архітектури в Ізраїлі, цікавилася дизайном і дійшла висновку, що кіноспеціальность — логічне продовження її захоплень. У 1987 році вона закінчила академію кіномистецтв Данії та почала кар'єру кінорежисера.
Її перший фільм — псевдодокументальний «Notater om Korlighedon» — був знятий 1989 року. У 2002 році Сюзанна Бір познайомилася зі сценаристом Андерсом Томасом Йенсеном. Авторський дует Бір і Йенсена виявився вельми продуктивним.
Так, фільм «Брати» отримав приз глядацьких симпатій на фестивалі Санденс — 2005, а картина «Після весілля» — 9 міжнародних нагород, ставши однією з кращих кіноробіт 2006 року.

## Особисте життя
Сюзанна була одружена зі шведським актором та режисером Філіпом Занденом. Після розлучення із Занденом вона познайомилася зі своїм нинішнім партнером, данським співаком та композитором Джаспер Венг Лейснером, який написав музику до кількох її фільмів. Бір має двох дітей, обидва від Філіпа Зандена: Габріель (1989) та Еліс Естер (1995).

## Фільмографія
| Рік  |   | Українська назва                 | Оригінальна назва          | Роль                         |
| ---- | - | -------------------------------- | -------------------------- | ---------------------------- |
| 1995 | ф | Пансіонат Оскар                  | Pensionat Oskar            | режисер                      |
| 1997 | ф | Кредо                            | Sekten                     | режисер, сценарист           |
| 1999 | ф | Єдиний                           | Den eneste ene             | режисер, сценарист           |
| 2000 | ф | Єдиний раз у житті               | Livet är en schlager       | режисер                      |
| 2002 | ф | Відкриті серця                   | Elsker dig for evigt       | режисер                      |
| 2004 | ф | Брати                            | Brødre                     | режисер, сценарист           |
| 2006 | ф | Після весілля                    | Efter brylluppet           | режисер, сценарист           |
| 2007 | ф | Те, що ми втратили у вогні       | Things We Lost in the Fire | режисер                      |
| 2010 | ф | Помста                           | Hævnen                     | режисер, сценарист           |
| 2012 | ф | Все, що потрібно тобі - це любов | Den skaldede frisør        | режисер, сценарист           |
| 2014 | ф | Серена                           | Serena                     | режисер, продюсер            |
| 2014 | ф | Другий шанс                      | En chance til              | режисер                      |
| 2016 | с | Нічний адміністратор             | The Night Manager          | режисер, виконавчий продюсер |
| 2018 | ф | Пташиний короб                   | Bird Box                   | режисер                      |
| 2020 | с | Знищення                         | The Undoing                | режисер, виконавчий продюсер |
| 2022 | с | Перша леді                       | First Lady                 | режисер, виконавчий продюсер |
| 2026 | ф | Практична магія 2                | Practical Magic 2          | режисер                      |

## Нагороди та номінації
- 2011 — Премія «Оскар» за найкращий фільм іноземною мовою («Помста»)
- 2011 — Премія «Золотий глобус» за найкращий фільм іноземною мовою («Помста»)
- 2011 — Європейський кіноприз як найкращий режисер («Помста»)
- 2010 — Премія «Bird Eye View» за найкращий фільм року («Помста»)
- 2006 — номінація на премію «Оскар» за найкращий фільм іноземною мовою («Після весілля»)
- 2005 — Премія «Санденс», приз глядацьких симпатій в категорії Драматичний фільм («Брати»)[11].